# Мацусіма (Міяґі)
38°22′53″ пн. ш. 141°4′9″ сх. д. / 38.38139° пн. ш. 141.06917° сх. д.
Мацусі́ма (яп. 松島町, まつしままち, МФА: [mat͡su̥ɕima mat͡ɕi̥]) — містечко в Японії, в повіті Міяґі префектури Міяґі. Станом на 1 жовтня 2008 площа містечка становила 54,04 км². Станом на 1 січня 2009 населення містечка становило 15 421 осіб.

## Клімат
Місто знаходиться у зоні, котра характеризується вологим субтропічним кліматом. Найтепліший місяць — серпень із середньою температурою 24.4 °C (76 °F). Найхолодніший місяць — січень, із середньою температурою 0.6 °С (33 °F).
| Клімат Мацусіми         | Клімат Мацусіми | Клімат Мацусіми | Клімат Мацусіми | Клімат Мацусіми | Клімат Мацусіми | Клімат Мацусіми | Клімат Мацусіми | Клімат Мацусіми | Клімат Мацусіми | Клімат Мацусіми | Клімат Мацусіми | Клімат Мацусіми | Клімат Мацусіми |
| Показник                | Січ.            | Лют.            | Бер.            | Квіт.           | Трав.           | Черв.           | Лип.            | Серп.           | Вер.            | Жовт.           | Лист.           | Груд.           | Рік             |
| Абсолютний максимум, °C | 12              | 16              | 16              | 26              | 26              | 30              | 35              | 35              | 31              | 26              | 19              | 19              | 35              |
| Середній максимум, °C   | 4               | 5               | 7               | 13              | 18              | 21              | 25              | 27              | 23              | 18              | 12              | 7               | 15              |
| Середня температура, °C | 1               | 1               | 3               | 9               | 14              | 18              | 22              | 24              | 19              | 14              | 7               | 3               | 11              |
| Середній мінімум, °C    | −2              | −2              | 0               | 5               | 10              | 15              | 19              | 21              | 16              | 10              | 3               | 0               | 7               |
| Абсолютний мінімум, °C  | −11             | −8              | −6              | −3              | 0               | 8               | 11              | 13              | 7               | 0               | −2              | −10             | −11             |
| Норма опадів, мм        | 30              | 40              | 50              | 90              | 110             | 150             | 100             | 130             | 130             | 110             | 60              | 50              | 1100            |
| Днів з дощем            | 4               | 3               | 4               | 7               | 6               | 10              | 7               | 6               | 7               | 6               | 4               | 5               | 72              |
| Вологість повітря, %    | 78              | 76              | 77              | 78              | 80              | 85              | 87              | 86              | 85              | 83              | 79              | 80              | 81              |
| ----------------------- | --------------- | --------------- | --------------- | --------------- | --------------- | --------------- | --------------- | --------------- | --------------- | --------------- | --------------- | --------------- | --------------- |
| Джерело: Weatherbase    |                 |                 |                 |                 |                 |                 |                 |                 |                 |                 |                 |                 |                 |